# Маріан Козіцький
Маріан Козіцький (пол. Marian Kozicki, 5 квітня 1941) — польський вершник.
Срібний призер Олімпійських Ігор 1980 року в командному конкурі, учасник 1968, 1972 років.